# 勒福氏截骨術
勒福氏截骨術包括三種類型的顎面截骨術。它們源於法國醫生勒內·勒福所歸納的三種同名骨折。

## 第一型
勒福氏第一型截骨術透過手術分離上顎骨，將其平移及旋轉至適當位置，再以骨板和螺絲固定。此術式適用於矯正骨性哨牙、唇顎裂相關畸形、垂直上顎骨過長 ，以及中臉部創傷後的重建。

## 第二型
勒福氏第二型截骨術可治療上顎骨骨折。

## 第三型
勒福氏第三型截骨術可用於糾正涉及上顎、鼻子和顴骨中顏面異常和缺陷。

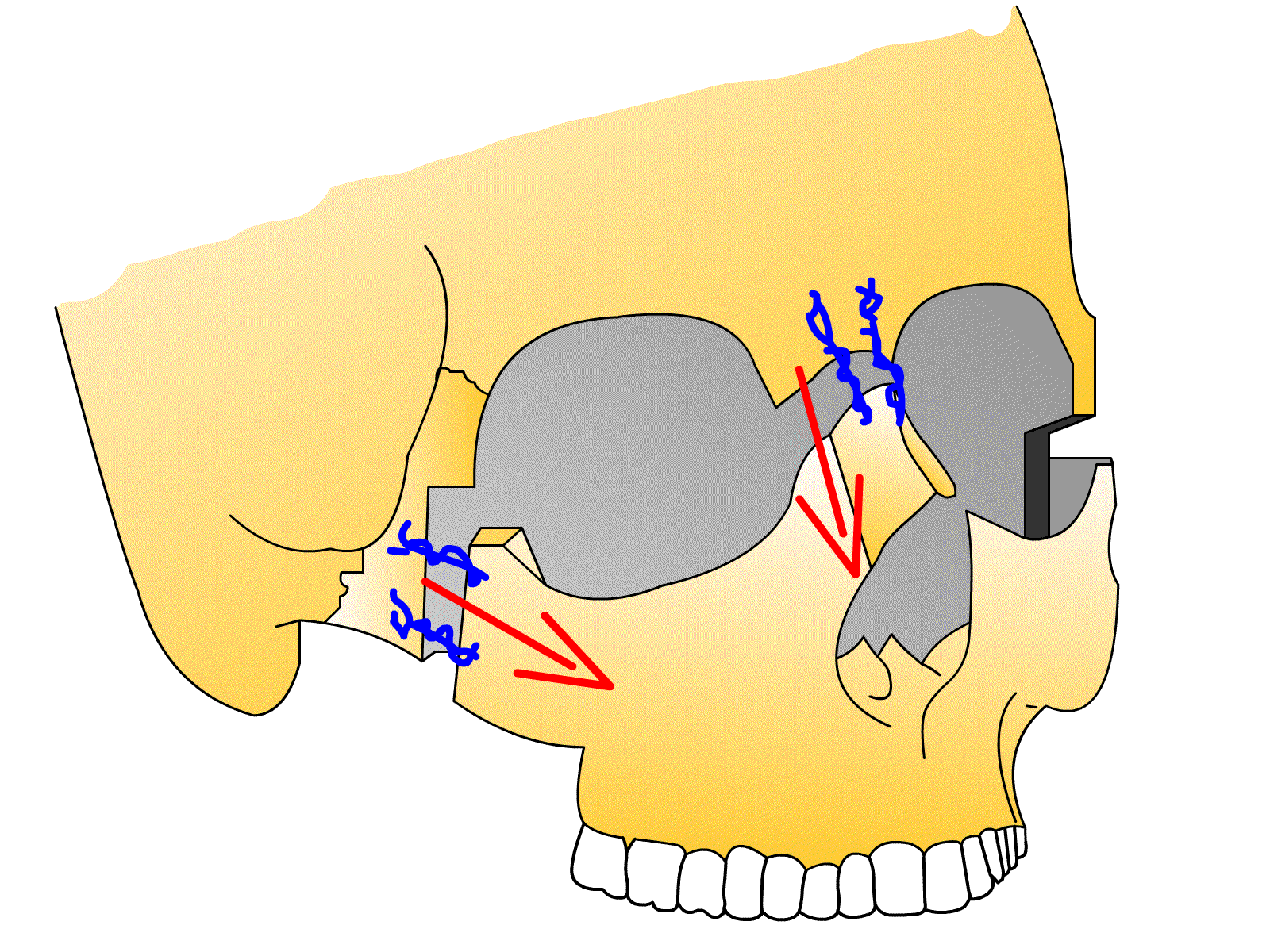
勒福氏第三型截骨術的示意圖

## 「第四型」
2000 年代，有法國文獻使用勒福氏第四型截骨術來描述整體額面部截骨術（英語：Ostenotomy），但這術語飽受爭議。 2014年，有日本文獻使用同一術語來描述整體額面部減去勒福氏第一型截骨術。